# جوردان (بازیکن فوتبال، زاده ۱۹۳۲)
جوردان (انگلیسی: Jordan; ۲۴ نوامبر ۱۹۳۲ – ۱۷ فوریهٔ ۲۰۱۲) بازیکن فوتبال اهل برزیل بود.
از باشگاه‌هایی که در آن بازی کرده‌است می‌توان به باشگاه فوتبال فلامینگو اشاره کرد.
وی همچنین در تیم ملی فوتبال برزیل بازی کرده‌است.